# Nino Bibbia
Nino Bibbia (Bianzone, 15 maart 1922 – Sankt Moritz, 28 mei 2013) was een Italiaans bobsleeër en skeletonracer.

## Carrière
Op de Olympische Winterspelen van 1948 won hij de gouden medaille bij het skeleton. Ook deed hij op deze spelen mee bij het bobsleeën, hij eindigde daarmee als zesde in de 4-mansbob en achtste in de 2-mansbob.

## Resultaten

### Olympische Winterspelen

#### Skeleton
| Jaar | Plaats                   | Resultaten |
| ---- | ------------------------ | ---------- |
| 1948 | Sankt Moritz Zwitserland | mannen     |